# Tatunca Nara
Tatunca Nara, nacido con el nombre de Hans Günther Hauck (5 de octubre de 1941, Coburgo). De origen germano-brasileño, se dedicó al ofició de guía en la jungla y se autodenominó cacique indígena, siendo más conocido por haber ideado las historias sobre la presunta ciudad perdida de Akakor.

## Biografía
A finales de la década de 1980, la Oficina Federal de Investigación alemana confirmó que «Tatunca Nara» vino al mundo como Günther Hauck en la ciudad bávara de Coburgo y que había desaparecido a principios de la década de 1960, por problemas económicos, dejando una esposa y tres hijos en Nuremberg. Nara negó que él fuese Hauck.
Según el propio Nara, Tatunca quiere decir «gran serpiente acuática». Reside en la localidad brasileña de Barcelos (Amazonas), a orillas del río Negro. Su documento de identidad brasileño le atribuye la categoría de indígena.

## Desapariciones y asesinatos
En los años 70, el periodista alemán Karl Brugger, que trabajaba como corresponsal en el extranjero, conoció a «Tatunca Nara», que le habría contado la historia de Akakor, una presunta ciudad subterránea que existiría en la jungla. Brugger quedó convencido y publicó «Crónica de Akakor» en 1976.
En calidad de guía de viajeros a la selva, Tatunca Nara condujo los pasos de turistas y aventureros que iban en busca de pirámides y de la ciudad subterránea. Sin embargo, empezaron a surgir sospechas cuando varios de sus clientes fueron dados por desaparecidos: el estadounidense John Reed en 1980, el suizo Herbert Wanner en 1983 y la sueca Christine Heuser en 1987. Todos desaparecieron en circunstancias raras. En 1984, unos turistas suizos encontraron una calavera que los análisis forenses identificaron como perteneciente a Herbert Wanner. Ese mismo año, un pistolero desconocido asesinó a Brugger en plena calle en Río de Janeiro. La policía alemana cree que Tatunca estuvo detrás de ese asesinato. 
En 1990, el aventurero alemán Rüdiger Nehlberg y el productor de cine Wolfgag Brög hicieron creer a Tatunca que querían que él los guiara en una expedición, durante la cual se empezó a desgranar su historia. El resultado de esa experiencia sería un documental de una hora de duración titulado Das Geheimnis des Tatunca Nara 'El misterio de Tatunca Nara', que se emitió en la televisión pública alemana en 1991.
Nara dijo: «He matado a muchos, pero como soldado, y ellos estaban armados. No soy inocente, pero no maté a esos tres de cuyas muertes se me acusa».